# لي جياو
لي جياو (بالهولندية: Li Jiao)‏ هي لاعبة تنس الطاولة هولندية، ولدت في 15 يناير 1973 في تشينغداو في الصين.

## وصلات خارجية
- لي جياو على موقع منظمة تنس الطاولة العالمي (الإنجليزية)
- لي جياو على موقع أوليمبيديا (الإنجليزية)